# Nicola Sensale
Nicola Sensale (... – XIX secolo) è stato un matematico italiano.
Già preside del Liceo Classico di Nocera Inferiore, gli è dedicato il Liceo Scientifico della stessa città.